# La Vernelle
La Vernelle település Franciaországban, Indre megyében. Lakosainak száma 799 fő (2022. január 1.). La Vernelle Chabris, Fontguenand, Val-Fouzon, Meusnes és Selles-sur-Cher községekkel határos.

## Népesség
A település népességének változása:
| Lakosok száma | 715  | 696  | 640  | 779  | 782  | 760  | 748  | 741  | 760  | 799  |
|               | 1968 | 1982 | 1990 | 2006 | 2013 | 2015 | 2017 | 2019 | 2020 | 2022 |